# Richard Hudson Bryan
Pour les articles homonymes, voir Richard Bryan et Bryan.
Richard Hudson Bryan dit Dick Hudson Bryan, né le 16 juillet 1937 à Washington, D.C., est un avocat et homme politique américain. 
Membre du Parti démocrate, il est notamment gouverneur du Nevada entre 1983 et 1989, puis sénateur pour ce même État au Congrès des États-Unis entre 1989 et 2001. 
Il est connu pour son opposition au programme SETI et au dépôt de déchets nucléaires de Yucca Mountain (en).